# Dhola
Dhola é uma vila no distrito de Bhavnagar, no estado indiano de Gujarat.

## Geografia
Dhola está localizada a 21° 53′ N, 71° 47′ L. Tem uma altitude média de 56 metros (183 pés).

## Demografia
Segundo o censo de 2001, Dhola tinha uma população de 8049 habitantes. Os indivíduos do sexo masculino constituem 52% da população e os do sexo feminino 48%. Dhola tem uma taxa de literacia de 67%, superior à média nacional de 59,5%: a literacia no sexo masculino é de 75% e no sexo feminino é de 58%. Em Dhola, 14% da população está abaixo dos 6 anos de idade.